# Прим
Примът (′) е типографски знак, който представлява къса, леко наклонена надясно черта, поставяна обикновено непосредствено до дясната горна страна на числото или буквата. Среща се в научни и технически текстове с различно съдържание:
- в геометрията, географията и др. с прим се означават ъгловите минути: {\displaystyle 10^{\circ }\,30^{\prime }} (с двоен прим, наричан още секонд – ъгловите секунди и т.н.);
- в математическия анализ с прим се означава първата производна: {\displaystyle f^{\prime }={\textstyle {\frac {df}{dx}}}}; втората и третата производна се означават със съответния брой примове;
- в английската типография примът е знак за фут, а двойният прим – за инч: записът {\displaystyle 5^{\prime }\,10^{\prime \prime }} означава 5 фута и 10 инча;
- часто примовете (единични, двойни, тройни) при буквите се използват просто за разширение на набора от достъпни условни означения; при това обикновено се въвеждат означения, в които еднакви букви с различен брой примове съответстват на сродни или взаимосвързани обекти;
- в някои системи за фонетична транскрипция примът е знак за мекота на предишната съгласна или знак за (главно) ударение върху следващата сричка (второто ударение в този случай се означава с долен прим).

Примът не трябва да се бърка със знака апостроф, който има форма на запетая (’) или на прав щрих (').

## Код на символа
Кодът на знака прим в Юникод е U+2032 (в математиката и т.н.) или U+02B9 (в лингвистичната транскрипция); HTML-означението в първия случай е &prime;, а във втория – &#x2B9;.
Собствени кодове имат също двойният (секонд), тройният (терц) и даже четворният прим.